# 일본의 흡연

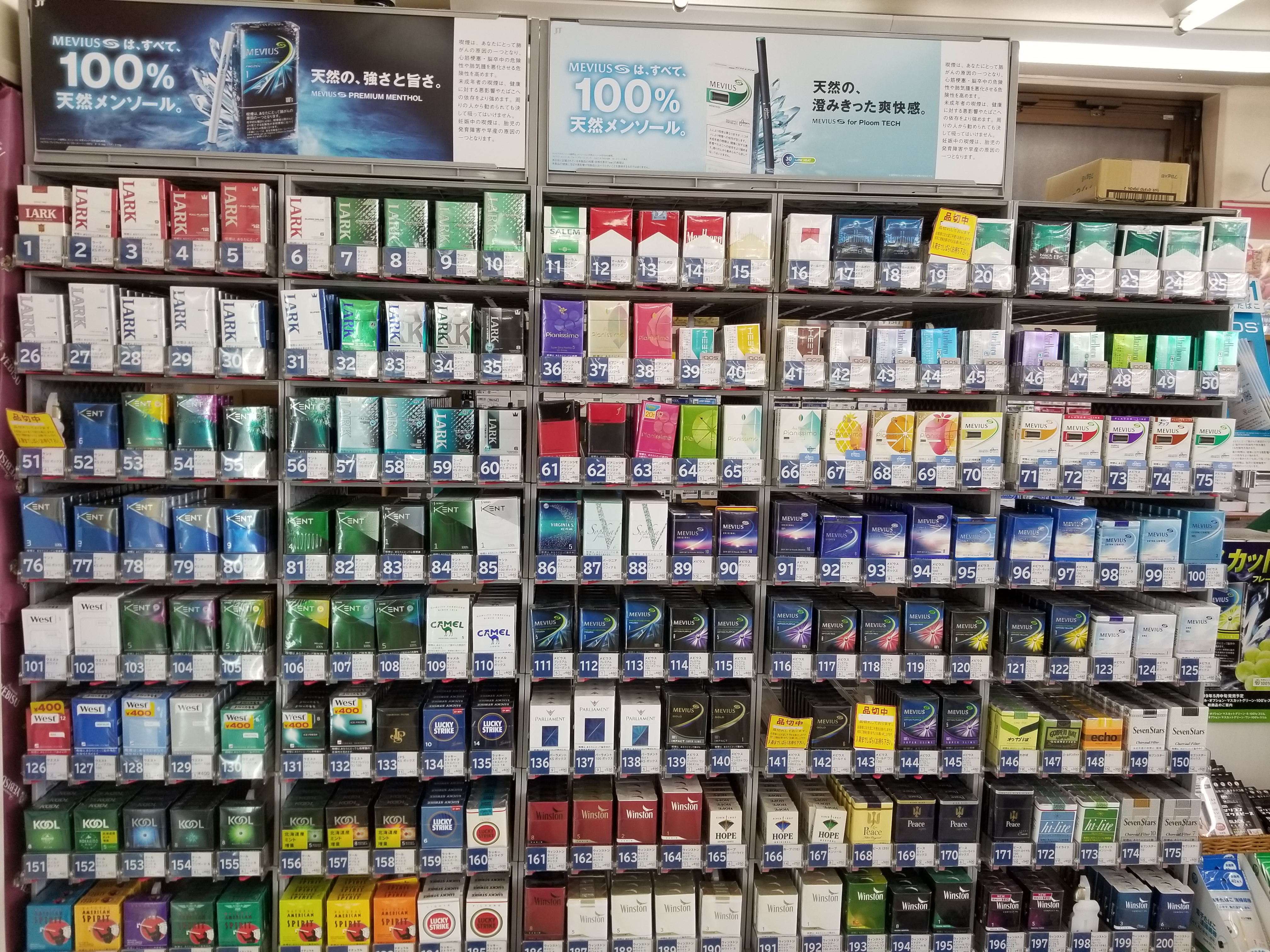

일본의 담배는 1570년경 스페인 배가 정박해서 약으로 전해주었다. 일본에서는 민간에서 수입하는 외국 담배를 제외한 모든 일본의 담배는 생산과 판매는 일본담배산업(JT)이 관리한다. 1985년 일본담배산업주식회사법에 의해 설립된 JT는 반관반민의 합작 회사로 2006년에만 3조 엔의 매출을 올릴 정도였다. 일본에서 담배를 피우는 것은 자유롭다. 일부 관공서와 공항 같은 곳은 금연 건물로 지정되어 있기도 하지만, 대부분의 건물이 별도의 흡연실을 운영하고 있다. 길거리에도 전철을 기다리는 플랫폼에도 담배를 피우는 공간이 따로 마련되어 있다. 맥도날드와 같은 패스트푸드 가게 에서도 담배를 피울수 있는 공간이 따로 있다. 하지만 일본도 길거리 흡연을 단속하고 공공 흡연 구역 설치를 늘리거나 1998년 이후부터는 업계 스스로 직접 광고를 하지 않는 등의 모습을 보여주기도 하지만, 여전히 문제가 되고있다. 급기야 청소년들이 담배를 피자 일본 정부는 2008년 3월부터 스마트카드인 타스포 카드를 만들기도 하였다.

## 서적 인용
- 마에다 히로미 (2008년). 《일본 문화》. 넥서스. ISBN 978-89-6160-022-4.[쪽 번호 필요]